# 1200 Micrograms
1200 Micrograms (auch: 1200 Mics) sind eine Psytrance-Gruppe aus Ibiza.

## Geschichte
Die Idee zur Gründung des Projekts kam Raja Ram während eines Drogentrips in Brasilien. Gründungsmitglieder waren Shajahan Matkin und Josef Quinteros (beide auch bei Growling Mad Scientists), Raja Ram und Chicago.
Die erste Single des Projekts, 1200 Mics / The Warp, erschien 1999 auf dem Label TIP.World. 2002 folgte das selbstbetitelte Debütalbum des Projekts, ebenfalls auf TIP.World. Die Musikstücke waren nach den Halluzinogenen Ayahuasca, DMT, Mescaline, LSD, Marijuana, Hashish, Ecstasy, Magic Mushrooms und Salvia divinorum betitelt. Sie enthielten zahlreiche Zitate des Ethnobotanikers Terence McKenna sowie Samples aus Filmen wie Fear and Loathing in Las Vegas und The Matrix.
Das zweite Album Heroes of the Imagination war Wissenschaftlern wie Leonardo da Vinci, Galileo Galilei, Michael Faraday, Albert Einstein, Charles Babbage, Albert Hofmann, Francis Crick, James D. Watson und Tim Berners-Lee gewidmet. Es enthielt den Hit Acid for Nothing, der eine Tranceversion von Dire Straits Money for Nothing darstellte.
Das dritte Album The Time Machine erschien 2004. Danach folgten ein Live- und ein Remix-Album, bevor 2007 mit Magic Numbers ein neues Studioalbum erschien. Im November 2016 erschien die EP Ritualism.
2018 starb Josef „Bansi“ Quinteros an Krebs.

## Diskografie (Auswahl)
Alben
- 2002: 1200 Micrograms (TIP.World)
- 2003: Heroes Of The Imagination (TIP.World)
- 2004: The Time Machine (TIP.World)
- 2005: Live In Brazil (TIP.World)
- 2006: Remixes (TIP.World)
- 2007: Magic Numbers (TIP.World)
- 2010: Gramology (TIP.World)
- 2013: 1200 Mic’s (TIP World)

EPs
- 2007: Magic Numbers (TIP.World)
- 2012: 96% (TIP World)
- 2013: A Trip Inside The Outside (TIP World)
- 2016: Ritualism (TIP World)